# إيمري هولاي
إيمري هولاي (بالمجرية: Hollai Imre)‏، (22 يناير 1925 - 22 نوفمبر 2017). قالب:المجرية كان دبلوماسيًا وسياسيًا هنغاريًا، شغل منصب رئيس الجمعية العامة للأمم المتحدة في الفترة من 1982 إلى 1983 ، خلال دورته السابعة والثلاثين.

## السيرة الذاتية
ولد إمري هولاي في مقاطعة بودابست في 22 يناير 1925 باعتباره ابن بيلا هولاي وإيما بوتز. انضم إلى الحزب المجري الشيوعي (MKP) في عام 1945. ميكانيكي المهنة، انضم هولاي إلى الخدمة الخارجية الهنغارية في عام 1949. تخرج من معهد لينين من جامعة Eötvös Loránd في عام 1952. في هذه الأثناء، شغل منصب المستشار السياسي ثم نائب رئيس من قسم العلاقات الدولية للقيادة المركزية لحزب العمال العامل الهنغاري (MDP) من 1949 إلى 1955.
كان ضابط أمن دولة، [1] شغل هولاي على منصب نائب ممثل المجر في الأمم المتحدة من عام 1955 إلى عام 1960، يقيم في مدينة نيويورك. عاد إلى الوطن، وكان رئيس العلاقات الخارجية للجنة المركزية لحزب العمال الاشتراكي الهنغاري (MSZMP) من 1960 إلى 1963. بعد ذلك شغل منصب السفير الهنغاري في اليونان وقبرص من عام 1964 إلى عام 1970 ، وكنائب وزير الخارجية المجري من 1970 إلى 1974.